# Helicopsyche ochthephila
Helicopsyche ochthephila är en nattsländeart som beskrevs av Oliver S. Flint Jr. 1968. Helicopsyche ochthephila ingår i släktet Helicopsyche och familjen Helicopsychidae. Utöver nominatformen finns också underarten H. o. falcigona.